# ブルネイ憲法
ブルネイ憲法（ブルネイけんぽう）は1959年9月29日に制定されたブルネイ・ダルサラームの現行憲法である。全87条からなる成文憲法であり、公用語であるマレー語の他に英語で書かれたものも公式としている。国王の権限が非常に強く、1962年から続く非常事態宣言下で憲法の一部が制限されたまま運用されている。

## 歴史
ブルネイは初代国王のムハンマド・シャーがイスラームに改宗してブルネイ・スルターン国を建国した1363年以来、ボルキア家がスルターンとして世襲統治を行ってきた。1888年に外交権がイギリスに委託されて保護領となり、1906年には内政権もイギリスが得て植民地化してブルネイの法体系にイギリス法が導入されていった。太平洋戦争中には日本が統治した期間もあったが、戦後にはまたイギリス保護領に戻った。1954年から憲法の草案が検討され、1959年にイギリスとの間でアングロ・ブルネイ協定を結び内政権が一部回復したのに伴い同年9月29日にブルネイ憲法が制定された。制定当時のブルネイ憲法はマレー州憲法を踏襲した物であり、まだイギリスの支配下にあったことを反映して国家をイギリスの保護国と規定して外交、防衛権はイギリスが握り、宗教および風習に関すること以外の内政も英国政府の代表者である高等弁務官が介入可能となっていた。
当時のブルネイではイスラーム教国として国王の元に単独で独立するか、イギリス領マラヤおよびイギリス領北ボルネオ、サラワク王国の領域と共にマレーシア連邦構想に参画してマレーシアの連邦構成国として独立するか、二つの選択肢が検討されていた。一方でインドネシアを後ろ盾に持つブルネイ人民党は第三の選択肢としてマレー半島のマラヤを排してボルネオ島北部地域としてのまとまりで独立する北カリマンタン統一国構想を目指していた。ブルネイは当時制定されたばかりの憲法を運用するためにマラヤからマレー人官僚を受け入れたが、派遣されてきたマレー人官僚たちの非効率的な仕事ぶりにブルネイ人の感情は反マラヤに傾いていき、ブルネイ人民党が支持を伸ばすことになった。そのような情勢の中、1962年にブルネイ憲法に基いて行われた郡評議会選挙ではブルネイ人民党が圧勝したが、党と国王との対立から最終的にブルネイ人民党の武力蜂起に至り、その後反乱はイギリス軍の介入により鎮圧された（ブルネイ反乱）。このブルネイ反乱はブルネイの国体に大きな影響を与え、マレーシア側と石油利権の折り合いがつかなかったことも相まって国王主導で単独に独立する方向性が決定付けられた。また反乱鎮圧のために発令された戒厳令によって憲法の一部は停止され、この制限は二年ごとに非常事態宣言が再発令されるという形で現在までその影響が継続している。ブルネイ憲法では非常事態宣言下において国王は国権のほぼ全てにおよぶいかなる命令も発令できる規定となっており、そのためブルネイの法は憲法83条3項に基く非常事態宣言下における国王による勅令での立法と言う形式で発令されることとなり、実質的に国王が立法権を握ることとなった。
その後、1971年にアングロ・ブルネイ協定の改定で内政権を回復し、1979年の独立友好協定調印を経て1984年にブルネイはイギリスから独立した。独立の際も1959年憲法を引き継ぎ憲法に基いて国体として立憲君主制が採用されたが、実質的には絶対君主制のような国王に強く権力が集中する体制であり、国王が首相、国防相、財務相を兼任している。イギリスはブルネイが独立する条件として議会制民主主義の導入を要請していたが、ブルネイにおける石油利権を確保し続けたいイギリスの弱みから親英姿勢を示す国王に妥協せざるを得なかった。このイギリスの事情を利用して国王は1971年にブルネイ議会に相当する立法評議会の議員選出を一部公選制から完全任命制に変更し、更に1984年の独立に伴い立法評議会に関わる憲法の規定も正式に停止するなど、むしろ国王の権威を強めて行った。
ブルネイ憲法は制定後も様々な改憲が行われてきた。特に2004年の改憲では国王の権限が大きく強化され、公的および私的な立場の両方において国王は法よりも上位の立場に置かれることになった。また、国王は首相を兼任していたものの憲法上は行政の長は国王に任命された首相であると規定されていたが、2004年の改憲で国王が行政の最高権限を有する首相であるという条文を加える改定が行われて国王の強大な権限が憲法に明文化された。その他、独立以降停止されていた立法評議会も2004年の憲法改正で権限が弱められた上で再開し、2011年には立法評議会の評議員の一部を選挙で選出する規定が盛り込まれた。ただし選挙法令の未整備により実際にはまだ選挙は行われておらず評議員の選出は国王の任命によっている。憲法上、形式的には結党の自由が認められておりいくつかの政党が結成されているが、国民の7割が占める公務員に対して政治活動が認められておらず、また立法評議会の公選が行われていない現状のためその活動は限定的である。

## 内容
ブルネイ憲法は全12編87条からなる成文憲法である。第3条では国教をイスラーム教と規定しており、憲法の冒頭および末尾にはアッラーフへの祈願が組み込まれている。また、第82条でブルネイの公用語をマレー語と規定している。ブルネイ憲法は公用語であるマレー語の他に、英語で作成された憲法も公式版として作成しているが、その内容に齟齬がある場合にはマレー語版の内容が優先する。ブルネイ憲法では最高権者である国王を、国王継承会議、枢密院、宗教会議、閣僚評議会、立法評議会の5つの議会が補佐する形を規定している。
ブルネイ憲法の改正は枢密院の諮問のもとで国王の布告によってのみ行われ、それ以外の方法では改憲をすることはできないと規定されているが、枢密院の諮問による勧告は国王に対して拘束力を有さない。また、憲法改正の布告案に対しては立法評議会の審議と過半数の承認が必要となっているが1984年以降このプロセスは停止されており、2004年の改憲で権限が弱められ2023年現在の立法評議会の権限は予算審議などに限られている。ブルネイ憲法には国民の基本権や権力分立、司法の独立などの立憲主義の基礎的な条項が含まれていない点で特殊性のある憲法である。

### 構成
- 祈願
- 前文
- 第1編　序文
- 第2編　宗教と慣習
- 第3編　執行権限
- 第4編　枢密院
- 第4A編　恩赦委員会
- 第5編　閣僚評議会
- 第6編　立法評議会
- 第7編　立法手続き
- 第8編　財政
- 第9編　公務
- 第10編　国璽
- 第11編　雑則
- 第12編　憲法の改正および解釈
- 付表1　様式
  - 様式1　第5条4項関係
  - 様式2　第6条3項および第22条2項関係
  - 様式3　第21条関係
  - 様式4　第49条関係
  - 様式5　第50条関係
  - 様式6　第76条関係
- 付表2　第24条1項関係
- 付表3　第84A条1項関係
- 確認
- 祈願